# Pleurothallis rhabdosepala
Pleurothallis rhabdosepala är en orkidéart som beskrevs av Rudolf Schlechter. Pleurothallis rhabdosepala ingår i släktet Pleurothallis och familjen orkidéer. Inga underarter finns listade i Catalogue of Life.